# Mike Verstraeten
Mike Verstraeten (ur. 12 sierpnia 1967 roku w Mechelen) – były belgijski piłkarz występujący na pozycji obrońcy.

## Kariera klubowa
Mike Verstraeten zawodową karierę rozpoczynał w 1984 roku w KV Mechelen. W 1989 roku został zawodnikiem zespołu Koninklijke Beerschot, dla którego rozegrał 30 spotkań. W 1999 roku klub ten połączył się z K.F.C. Germinalem Ekeren i na skutek fuzji powstał Germinal Beerschot Antwerpia. W ekipie "De Ratten" Verstraeten spędził dziewięć lat, w czasie których wystąpił aż w 274 ligowych pojedynkach. W 1997 roku belgijski gracz razem ze swoim zespołem wywalczył Puchar Belgii. W 1999 roku Verstraeten zdecydował się zmienić klub i trafił do RSC Anderlechtu. Z "Fiołkami" dwa razy sięgnął po tytuł mistrza kraju. W Brukseli Verstraeten pełnił jednak rolę rezerwowego i w trakcie dwóch sezonów zaliczył tylko osiem ligowych występów. Po zakończeniu rozgrywek 2000/01 Belg postanowił zakończyć piłkarską karierę.

## Kariera reprezentacyjna
Verstraeten w reprezentacji swojego kraju zadebiutował w 1997 roku. W 1998 roku Georges Leekens powołał go do 22-osobowej kadry na mistrzostwa świata. Na mundialu tym Belgowie zostali wyeliminowani już w fazie grupowej, a sam Verstraeten wystąpił tylko w pierwszym spotkaniu turnieju przeciwko Holandii. Łącznie dla drużyny narodowej wychowanek Mechelen rozegrał sześć meczów.